# Нантай
Нантай или Нантай-яма (яп. 男体山 нантай-сан) — активный стратовулкан на японском острове Хонсю, в префектуре Тотиги. Другие названия горы — Куроками-яма (яп. 黒髪山) и Футара-сан (яп. 二荒山).
Вулкан расположен на территории города Никко.
Высота над уровнем моря составляет 2486 м, относительная высота — 1200 м, диаметр — около 6 км, диаметр кратера — 1 км.
Нантай был активен трижды за последние 30 тысяч лет. Основная часть вулкана образовалась в результате андезитовых извержений в период с около 28 по 15 тыс. лет до н. э. Около 15000 до н. э. произошло крупнейшее его извержение — плинианского типа, с андезитово-дацитовой лавой. Оно вызвало пирокластические потоки, а также обрушение северной стенки вулкана. Во время последнего периода активности — с 12000 по 5000 до н. э. — происходили фреатические (газовые) или фреатическо-магматические, последнее из низ произошло около 7000 лет назад.
В результате извержения у подножия вулкана образовалось завальное озеро Тюдзендзи.
На южном склоне вулкана расположено святилище Футарасан-дзиндзя, посвящённое божеству Нантая и двух соседних гор. Гора вхродит в комплекс Всемирного наследия «Святилища и храмы Никко».
По легенде, первое восхождение на гору совершил монах Сёдо в 782 году.